# Магда Франк
Магда Франк Фишер (20 юли 1914 – 23 юни 2010) е унгарско-аржентинска скулпторка.

## Биография
Магда Франк е родена в град Коложвар в Трансилвания, който по това време принадлежи на Унгария, но през 1918 г. е включен в границите на Румъния. Учи скулптура в Будапеща, първо в Училището за изящни изкуства, след това в Колежа по приложни изкуства. Работи с камък, дърво и метал. След това, поради страха от нацистите, тя напуска Унгария и се установява в Швейцария. Години по-късно тя се премества в Париж, за да учи в Академията Жулиен. През 1950 г. пристига в Буенос Айрес, където се установява при брат си, който е единственият оцелял от всичките ѝ роднини. Магда става преподавател по изобразително изкуство в града.
В Аржентина тя формира собствен художествен стил. Върху творчеството ѝ оказва влияние изкуството на предколумбовата Америка. През 1953 г. в галерията „Хенри“ се провежда първата ѝ самостоятелна изложба, след която вестник „Кларин“ отбелязва, че Магда Франк се появява пред нас с истински ценности, сила на духа, съвършенство в професията си, винаги в търсене на новото.
Творбите на Магда Франк са излагани и в галерия „Пицаро“. В Аржентина тя печели редица художествени награди.
В началото на 60-те години Франк се премества в Париж. Тя се завръща в Аржентина едва през 1995 г. и основава дом-музей в Сааведра (квартал на столицата).
Магда Франк умира в Буенос Айрес на 23 юни 2010 г.
В днешно време произведения на Магда Франк има в колекциите на Държавния музей за съвременно изкуство в Париж, Националния музей на изящните изкуства в Буенос Айрес и други.